# Смутное время (альбом)
«Сму́тное вре́мя» — совместный студийный альбом вокалиста Валерия Кипелова и гитариста Сергея Маврина, бывшего участника группы «Ария» (Кипелов был на тот момент действующим участником).
Альбом, выпущенный в 1997 году на лейбле Moroz Records, ныне входит в дискографию группы «Маврин». Вживую же песни исполняются как группой «Маврин», так и группой «Кипелов». Так, группой «Маврин» исполняется «Свет дневной иссяк» (вошла в сборник 2002 года «Одиночество», а также исполнялась дуэтом Кипелова с Лефлером на юбилее группы «Маврин»), «Castlevania» (исполнялась группой «Кипелов», когда Маврин был её участником, и вошла в альбом «Путь наверх»), «Будем жить, мать Россия!», а также в 2008 году на юбилее группы была исполнена «Выпьем ещё». «Кипелов» же исполняет «Путь наверх», «Я свободен» (существует инструментальная версия под названием «Крылья», исполняемая «Мавриным»), «Смутное время» и «Ночь в июле».
Песня «Свет дневной иссяк», написанная Мавриным, в 2019 году вошла в концертный репертуар группы «Кипелов» с симфоническом оркестром и представлена на соответствующем релизе.

## История создания
В записи альбома приняли участие Алик Грановский, также экс-участник «Арии» и лидер группы «Мастер», и Павел «Пал-Палыч» Чиняков (ударные). Все тексты были написаны Маргаритой Пушкиной.
Сергей Маврин в течение полугода специально для этого альбома осваивал клавишные инструменты.
Хотя альбом в целом выдержан в стиле хеви-метал, на нём есть также ряд лирических баллад и даже блюз «Выпьем ещё».

## Песни
Песня «Я свободен» стала популярна после того, как Валерий Кипелов перезаписал её в 2003 году в составе своей сольной группы, и концертный клип был показан по телевидению. Баллада попала на первые строчки многих хит-парадов, в том числе «Чартова дюжина» и MTV Россия Top-20. Также версия без вокала была переиграна Мавриным в мини-альбоме «Обратная сторона реальности» под названием «Крылья».
Название песни «Castlevania» восходит к одноимённой серии японских компьютерных игр, вышедших в 1987 году, герои которых сражаются с Дракулой. Ритм и основа напоминают вступительную музыкальную тему Рихтера Бельмонта из вышедшей в том же году Castlevania: Symphony of the Night, но, тем не менее, аранжировка была изменена, а также добавлены припев и разнообразные соло Мавриным.
Песня «Свет дневной иссяк» посвящена искушению Христа, в ней Кипелов поёт поочерёдно от лица двух разных персонажей: Иисуса и Сатаны, меняя голос (в этом композиция напоминает «Игру с огнём» «Арии»). Музыкально песня построена преимущественно на клавишных секвенциях и звучанием напоминает арию. Многим она напоминает оперу Иисус Христос — суперзвезда (в русскоязычной версии которой также участвовал и Кипелов). Маврин хвалит Кипелова, утверждая, что в песне «Свет дневной иссяк» он выложился на максимум.
Песню «Ночь в июле» Кипелов написал ещё в группе «Крестьянские дети», за 17 лет до выхода альбома, и не смог пристроить в «Арию». Бас-гитарист «Арии» Виталий Дубинин вспоминал: «Так уж вышло, что эту песню он попросту не донёс до нас. В принципе, это его право. Но, в любом случае, несмотря на то, что Кипелов сам её и поёт, звучит это больше по-„маврински“, чем по-„арийски“. Кстати, на мой взгляд, поёт он там хуже, чем у нас». Впоследствии песня была перезаписана в акустической аранжировке с камерным оркестром и была издана на сингле «На грани» в 2009 году.

## Список композиций
Все тексты написаны Маргаритой Пушкиной, если не указано другое.
| №   | Название                   | Текст песни      | Музыка                               | Длительность |
| --- | -------------------------- | ---------------- | ------------------------------------ | ------------ |
| 1.  | «Путь наверх»              |                  | Валерий Кипелов                      | 7:14         |
| 2.  | «Выпьем ещё»               |                  | Артур Беркут, Сергей Маврин, Кипелов | 5:49         |
| 3.  | «Вот и все дела!»          |                  | Маврин, Кипелов                      | 6:05         |
| 4.  | «Я свободен!»              | Пушкина, Кипелов | Кипелов, Маврин                      | 7:29         |
| 5.  | «Смутное время»            |                  | Кипелов                              | 6:44         |
| 6.  | «Свет дневной иссяк...»    |                  | Маврин                               | 6:04         |
| 7.  | «Castlevania»              |                  | Маврин                               | 6:06         |
| 8.  | «Ночь в июле»              |                  | Кипелов                              | 7:16         |
| 9.  | «Будем жить, Мать Россия!» |                  | Маврин, Кипелов                      | 7:00         |
| 10. | «Кода» (инструментал)      | —                | Маврин                               | 0:47         |

## Участники записи
- Валерий Кипелов — вокал.
- Сергей Маврин — гитара, клавишные, аранжировки.
- Алик Грановский — бас-гитара.
- Павел Чиняков — ударные.
- Галина Павлова, Александр Зотов, Ольга Шумова, Михаил Серышев — хор (6).